# Cerasophila thompsoni
El bulbul cabeciblanco (Cerasophila thompsoni) es una especie de ave paseriforme de la familia Pycnonotidae propia del sudeste asiático. Es la única especie del género Cerasophila.

## Taxonomía
Anteriormente se clasificaba en el género Hypsipetes. En la actualidad se clasifica como la única especie del género Cerasophila, que en significa «amante de las cerezas».

## Distribución y hábitat
Se encuentra únicamente en Birmania y el noroeste de Tailandia. Su hábitat natural son los bosques húmedos tropicales de montaña.